# Kassel University Press
Der Universitätsverlag Kassel University Press (in der Schreibweise des Verlags kassel university press (kup)) ist der Eigenverlag der Universität Kassel.

## Geschichte
Der Verlag wurde 1997 von der Universität Kassel in Zusammenarbeit mit der VDF Hochschulverlag AG an der ETH Zürich in der Rechtsform einer GmbH gegründet. 2020 wurden die Verlagsaktivitäten der GmbH in die Open-Access-Publikationsservices der Universitätsbibliothek Kassel integriert. Der Verlag ist Mitglied der Arbeitsgemeinschaft Universitätsverlage.

## Profil
Bei Kassel University Press werden wissenschaftliche Publikationen von Kasseler Wissenschaftlern veröffentlicht. Als reiner Open-Access-Verlag stellt Kassel University Press (seit 2020) die eigenen Veröffentlichungen – zusätzlich zur (optionalen) Print-Publikation – ausnahmslos kostenfrei online über den Hochschulschriftenserver der Universität (KOBRA) zur Verfügung. Das Verlagsspektrum entspricht dem Fächerkanon der Universität Kassel.